# Blaesoxipha mankurta
Blaesoxipha mankurta är en tvåvingeart som beskrevs av Yu. G. Verves 1985. Blaesoxipha mankurta ingår i släktet Blaesoxipha och familjen köttflugor.
Artens utbredningsområde är Tadzjikistan. Inga underarter finns listade i Catalogue of Life.